# The Flying Machine
The Flying Machine was een Britse bubblegumpopband die vooral bekend zijn om hun Amerikaanse nr. 5 hit Smile a Little Smile for Me uit 1969.

## Bezetting
- Sam 'Pinkerton' Kempe (zang) (geb. 1946)
- Antony Newman (zang, gitaar) (geb. 1947)
- Barry Bernhard (bas) (geb. 1944)
- Thomas Long (gitaar)

## Geschiedenis
The Flying Machine herrees voor het eerst uit de as van de Britse band Pinkerton's Assorted Colours. Pinkerton's (zoals ze vaak werden genoemd, in het kort) had in 1966 een grote Britse hit gescoord met Mirror Mirror en bleef de komende jaren opnemen. In 1969 hadden zanger/gitarist Tony Newman, zanger/autoharpist/oorspronkelijke frontman Sam Kempe en bassist Stuart Colman van Pinkerton's echter samengewerkt met leadgitarist Steve Jones en drummer Paul Wilkinson om een nieuwe iteratie van de band te formeren en waarbij Newman nu de zang/frontman-taken op zich nam onder de naam The Flying Machine.
Ze zijn vooral bekend om hun single Smile a Little Smile for Me uit 1969, die piekte op nummer 5 in de Amerikaanse Billboard Hot 100 (bij Kapp Records' Congress-platenlabel). Het bereikte ook nummer 6 in de AC-hitlijst. Hun naamloze eerste lp werd in 1969 uitgebracht door Janus Records. Op 12 december van dat jaar had de single een miljoen exemplaren verkocht en werd bekroond met een gouden schijf door de RIAA. Het nummer werd geschreven door Tony Macaulay en Geoff Stephens. Ondanks dat het werd uitgebracht door Pye Records in het thuisland van de band, verscheen de plaat niet in de UK Singles Chart.
Een vervolgsingle, een coverversie van Baby Make It Soon, voor het eerst opgenomen door The Marmalade, behaalde het jaar daarop de Amerikaanse Hot 100. De laatste single The Devil Has Possession Of Your Mind werd uitgebracht, waarna de Flying Machine uit elkaar ging.
Bassist Colman ging door met een succesvolle carrière als sessiemuzikant, platenproducent en BBC Radio-diskjockey.

## Discografie

### Singles
- 1969: Baby Make It Soon, Smile A Little Smile For Me
- 1969: Send My Baby Home Again, Look At Me Look At Me
- 1970: Hanging On The Edge Of Sadness, Flying Machine
- 1970: The Devil Has Possession Of Your Mind, Hey Little Girl
- 1970: Yes I Understand, Pages Of Your Life

### Albums
- 1969: The Flying Machine
- 1970: Down To Earth With The Flying Machine
- 1998: Flight Recorder - From Pinkerton’s